# Giuseppe Botero
Giuseppe Botero (Novara, 1815 – Italia settentrionale, 30 maggio 1885) è stato un educatore e scrittore italiano, di vari generi letterari, come romanzi, racconti, parabole e discorsi, rappresentante del movimento letterario romantico.

## Biografia
Botero visse la sua infanzia sotto la custodia della madre, perché suo padre, chirurgo di professione, morì quando Giuseppe era solo un bambino. Ha anche condiviso i suoi primi anni di vita insieme ai suoi due fratelli e alle sue due sorelle. In tenera età fu ammesso in un istituto scolastico senza poter rivedere i suoi genitori, ma con la soddisfazione di avere successo nella sua vita scolastica.
Si dedicò all'attività di educatore per gran parte della sua vita, prestando servizio come direttore di licei in diverse città del nord Italia. Ha completato gli studi professionali di Laurea in Lettere presso l'Università degli Studi di Torino.
Nel marzo 1848, nell'ambito di una breve carriera militare, Botero attraversò con un fucile in spalla il fiume Ticino dal Piemonte italiano al territorio austriaco, sostenendo gli insorti milanesi, sotto la direzione del re Carlo Alberto di Savoia.
Un anno dopo aver terminato la carriera militare, entrò nel mondo dell'insegnamento. Si distinse per mostrare una grande passione per l'insegnamento, insegnando ai suoi studenti con pazienza e dedizione, correggendo sempre per contribuire allo sviluppo di buoni cristiani e cittadini.
Durante i suoi anni di attività di educatore, ha affiancato a tale attività la produzione di opere letterarie di generi diversi. In campo educativo, era noto per essere una persona dedita alla formazione dei suoi giovani studenti ai valori e nelle diverse sfaccettature accademiche. In campo letterario, si distinse per la composizione di opere dove ha espresso il suo carattere affettuoso e delicato, soprattutto nelle parabole da lui composte. Giuseppe scritto opere didattichedi questo tipo, seguendo l'esempio di La Mennais e Lessing.

## Carriera letteraria
Tra le opere letterarie della sua paternità, scrisse alcuni racconti e romanzi. Scrisse anche numerose apologhi, discorsi, parabole e storie.
Le parabole sono una classe di scritti che in tempi antecedenti alla vita di Giussepe Botero venivano usati frequentemente, per impartire insegnamenti alla gente in genere, ma in modo molto limitato in Italia. Durante la sua vita, pochissimi autori li usarono come genere letterario di scrittura.
Una delle sue opere è il romanzo Ricciarda o i Nurra e i Cabras, che fa riferimento al tema frequente dell'amore tra giovani appartenenti a famiglie che si odiano, che piace molto ai romanzieri sardi. Le vicende di questa storia si svolgono nell'isola di Sardegna, nello specifico tra la fine del XIV secolo e l'inizio del XV secolo. Tuttavia, per il tema di quest'opera, il suo sviluppo potrebbe corrispondere perfettamente all'ambiente vissuto sull'isola durante tutti i secoli dell'era moderna.
Lo scopo di Botero attraverso quest'opera letteraria era quello di mostrare il grave danno che le passioni, anche buone, possono causare agli esseri umani, se non governano le loro azioni attraverso l'uso della ragione, facendo affidamento anche sulle basi offerte da una buona educazione.

### Principali opere letterarie

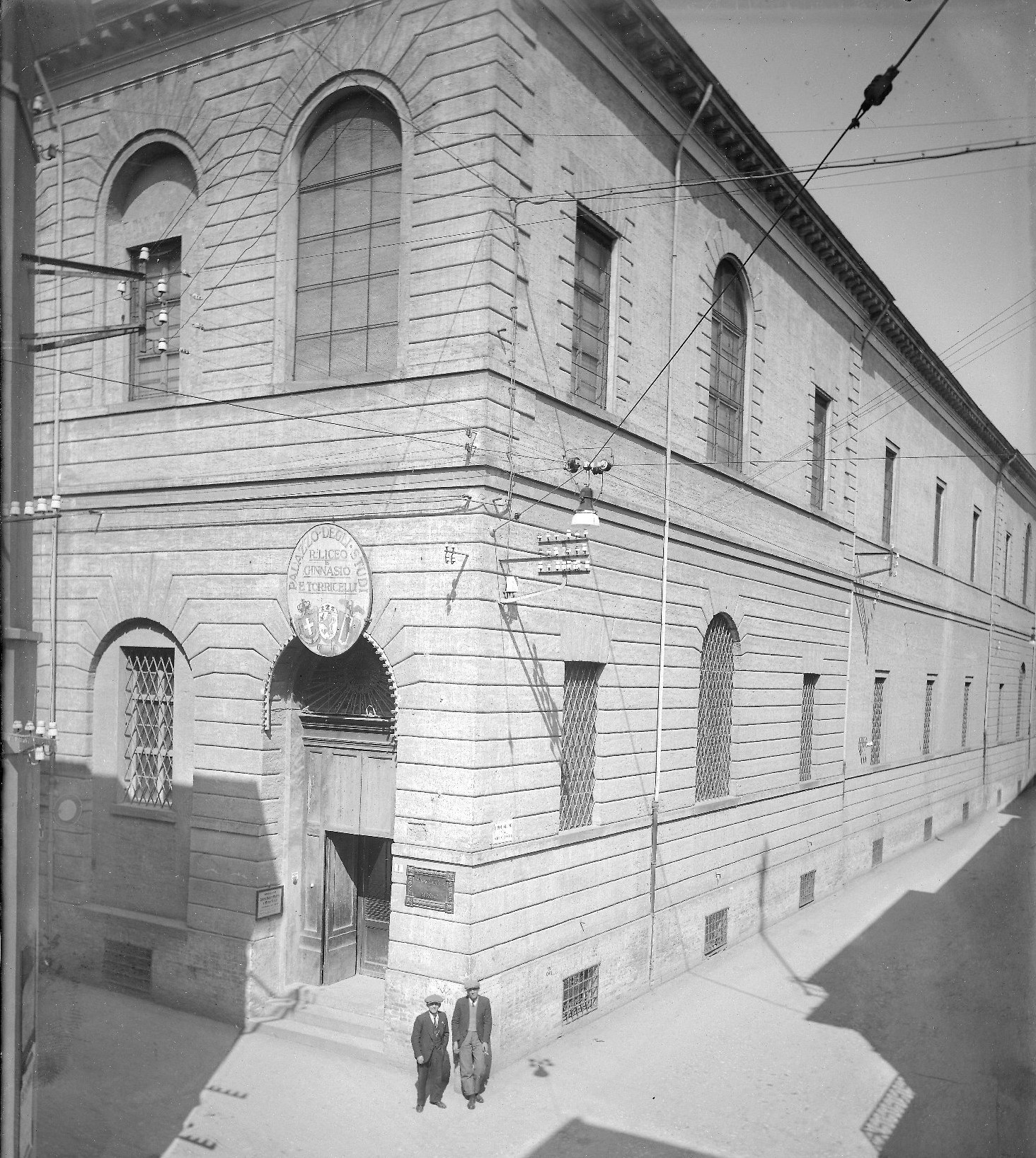
Liceo Torricelli di Faenza, Italia - Anno 1930. Una delle istituzioni educative di cui Giuseppe Botero fu presidente, dal 1869 al 1875.

| Anno | Titolo | Genere letterario | Luogo di pubblicazione |
| ---- | --- | ----------------- | ---------------------- |
| 1843 | Discorso recitato quando la civica amministrazione di Arona inaugurava solennemente il monumento eretto alla memoria di Giuseppe Botelli | Discorso          | Novara, Italia         |
| 1844 | Elogio funebre del padre Luigi de' Marchesi Dal Pozzo                                                                                    | Discorso          | Novara, Italia         |
| 1845 | Per l'inaugurazione del piroscafo San Carlo                                                                                              | Discorso          | Novara, Italia         |
| 1845 | Delle lodi dei Santi Martiri Gratiniano e Felino, patroni principali della citta di Arona: discorso del professore abate Giuseppe Botero | Discorso          | Novara, Italia         |
| 1846 | In morte di Giberto Pertossi | Discorso          | Novara, Italia         |
| 1847 | Monte Mesma | Monografia        | Novara, Italia         |
| 1854 | Ricciarda o i Nurra e i Cabras | Romanzo           | Cagliari, Italia       |
| 1855 | Virtù' e Patria | Parabola          | Moncalvo, Italia       |
| 1858 | Raffaele | Racconto          | Cagliari, Italia       |
| 1859 | Il Galeotto di San Bartolomeo | Racconto          | Torino, Italia         |
| 1861 | Nella di Cortemilia | Racconto          | Torino, Italia         |
| 1862 | La Tradita | Romanzo           | Piacenza, Italia       |
| 1862 | Parabole ad uso delle madri e delle maestre                                                                                              | Parabola          | Firenze, Italia        |
| 1863 | Lo studente | Discorso          | Piacenza, Italia       |
| 1865 | Didimo Frate | Racconto          | Palermo, Italia        |
| 1869 | Eloisa Basili | Racconto          | Piacenza, Italia       |
| 1869 | La mia Donna | Parabola          | Faenza, Italia         |
| 1870 | Speranza - Per le nozze della gentile damigella Maria Omboni e l'egregio signore Pietro Zappa alla cugina sposa                          | Parabola          | Faenza, Italia         |
| 1870 | Per le nozze dell'ingegnere architetto Pietro Rossini e la gentil donzella Anna Tomba agli sposi                                         | Parabola          | Faenza, Italia         |
| 1872 | Viver bene e fare il bene | Parabola          | Faenza, Italia         |
| 1873 | Amore e Natura | Parabola          | Faenza, Italia         |

## Carriera come educatore
Nell'anno 1849 a Botero fu assegnata la cattedra di Letterature italiane, insegnando al servizio del Collegio di Cortemilia.
In seguito fu direttore di altri licei, tra cui il Liceo di Lecce, il Liceo di Faenza, il Liceo di Pistoia, il Liceo di Campobasso e il Liceo Torricelli, quest'ultimo situato anche nella città di Faenza, nella regione di Emilia-Romagna.
Dal 1850 al 1854 visse nella città di Cagliari, dove insegnò al Liceo classico Giovanni Maria Dettori. Lì scrisse alcune sue opere letterarie, su temi sardi e di tipo storico-descrittivo, sulla linea di scrittura dell'autore Walter Scott.

### Presidenza del Liceo Toricelli
Dal 20 febbraio 1869 Giuseppe Botero assunse la carica di presidente del Liceo Torricelli, uno dei più antichi e tradizionali istituti di istruzione secondaria d'Italia, con sede nella città di Faenza, in provincia di Ravenna. Ha sostituito Valentino Cigliutti in questo ruolo.
A partire dal 1865 e durante la maggior parte del mandato di Botero come presidente dell'istituto (fino al 1874), si svolse uno degli eventi più importanti nella storia della scuola: il Festival letterario annuale. Attraverso questo evento, ogni anno è stato reso omaggio a uno scrittore italiano del passato, con la partecipazione attiva degli studenti dell'istituto scolastico attraverso diverse discipline ed espressioni culturali.
Un altro evento importante per il liceo durante la presidenza di Botero fu il ritorno dell'istituto nella sua ex sede nel convento dei Gesuiti nel 1873, nella stessa città di Faenza. Le strutture del convento furono opportunamente ristrutturate e preparate per ospitare il personale educativo ei loro studenti.
Giuseppe Botero rimase alla carica di rettore o presidente del liceo (poi ribattezzato Torricelli-Ballardini) fino al 1875, quando fu sostituito da Francesco Brizio.
Il 30 maggio 1885 Botero morì in territorio italiano, 10 anni dopo aver terminato il suo lavoro di insegnante al Liceo Torricelli e dopo 30 anni di carriera come scrittore e 26 anni come educatore abilitato.